# Marcel Dubois
Marcel Dubois (ur. 27 sierpnia 1886, zm. 19 lutego 1955) – belgijski zapaśnik walczący w stylu klasycznym. Olimpijczyk z Londynu 1908, gdzie zajął piąte miejsce w wadze półciężkiej. Zajął trzecie miejsce na Olimpiadzie Letniej 1906 w wadze ciężkiej. Startował także w podnoszeniu ciężarów, gdzie zajął siódme i ósme miejsce.

## Turniej wLondynie 1908
| Konkurencja          | Walki                 | Walki               | Walki                | Klas. końcowa |
| Konkurencja          | Przeciwnik I          | Przeciwnik II       | 1/4                  | Miejsce       |
| -------------------- | --------------------- | ------------------- | -------------------- | ------------- |
| 93 kg styl klasyczny | Henry Foskett (GBR) Z | Cyril Brown (GBR) Z | Yrjö Saarela (FIN) P | 5.            |